# Manuel Mas Devesa
Manuel Mas Devesa (Alacant, 1972) és un compositor valencià, catedràtic de Composició al Conservatori Superior de Música d'Alacant i Doctor per la Universitat d'Alacant en Ciències de l'Educació.

## Biografia
Tota la seva formació formació musical va desenvolupar-se al Conservatori Superior de Música «Oscar Esplá» d'Alacant, encara que, els primers anys dels 90 va estar compaginant-los amb els de Ciències Químiques a la Universitat d'Alacant. En acabar el tercer de carrera, va decidir dedicar-se completament a la seva veritable passió: la Música.. Va fer els estudis de composició sota la direcció de Joan Enric Canet, al seu torn alumne del famós compositor alcoià Amando Blanquer. També va estudiar piano amb Ana María Flori, catedràtica de piano d'Alacant, al seu torn alumna d'insignes professors de piano i de composició com Jaume Mas Porcell i José María Mira Figueroa. Ha estat Premi Extraordinari d'Harmonia, i té Mencions d'Honor en Composició; també és Diplomat en Estudis Avançats per la Universitat d'Alacant amb la seva investigació sobre l'aplicació de les noves tecnologies en l'ensenyament de la composició i Doctor amb la seva tesi "Didàctica de l'Harmonia: una proposta d'ensenyament basada en l'aprenentatge significatiu".
En 2004, després d'aprovar les oposicions corresponents, accedí al cos de professors de música dependents de la Generalitat Valenciana per l'especialitat de Fonaments de Composició. Des de 2004, i fins al 2006, va ser professor de Fonaments de Composició al Conservatori Professional d'Elx. Fins 2016, ha exercit com a Professor Superior de Composició en Comissió de Servei al Conservatori Superior de Música «Óscar Esplá» d'Alacant. En l'actualitat (des de setembre de 2016), és Catedràtic de Composició al mateix conservatori.
Manuel Mas és un compositor que destaca per un estil que s'aproxima a llenguatges propis de la neotonalitat i el neoclassicisme, encara que també s'aprecien gestos musicals propis de l'impressionisme i del llevantinisme musical.
Dins de la seva activitat als primers anys com a compositor destaquen una sèrie d'obres dedicades al saxòfon. Amb motiu de la celebració de les IV Jornades Mediterrànies sobre el Saxòfon (2001), es va estrenar la Rapsòdia d'hivern, obra encarregada per l'organització de l'esdeveniment i estrenada en el concert de cloenda per la Banda Simfònica d'Alacant. Altres obres són: Fantasia, encarregada per Israel Mira, catedràtic de saxòfon del Conservatori Superior d'Alacant, i Dos llums, encarregada per Fusax, «ensemble» madrileny de saxòfons i piano. Durant l'any 2005 estrenà la seva Obertura Acadèmica, de influència clarament neoclàssica, per commemorar el XXV de la creació del Conservatori d'Elx; la transcripció per a banda d'aquesta peça ha estat designada obra obligada en el XXXVIII certamen provincial de bandes de quarta categoria que organitza la Diputació d'Alacant.
Amb motiu del lliurament dels Premis Euterpe 2006 per la Federació de Societats Musicals de la Comunitat Valenciana (FSMCV), el 21 de juliol la Unió Musical de Llíria li va estrenar al Palau de la Música de València la seva obra titulada Col·lecció d'animals diversos.Aquesta suite simfònica consta de quatre moviments d'un alt contingut narratiu per ser una descripció crítica de la societat occidental. En esta obra es troben retalls neoclàssics i impressionistes deguda a la inclinació que l'autor té cap al llenguatge empleat per compositors com Prokofiev i Ravel.
També ha compost obres d'estil fester com el pasdoble Carmen Pilar, finalista en el concurs de pasdobles de Fogueres organitzat per l'Ajuntament d'Alacant en 2002. De 2008 és la Sonata per a una infanta, obra dedicada a la seva filla Irene.
Els últims anys Manuel no ha deixat de treballar en noves composicions per a diverses formacions, com Fulles de Tardor per a Irene (2015), obra impressionista per a piano sobre aquesta estació, 25 de Maig (2016), poema simfònic sobre el bombardeig patit a Alacant en 1938, o la revisió de algunes peces per a piano, com Les mongetes màgiques.
Dins de la seva tasca educativa, cal ressenyar la publicació el 2007 (2a. reimpressió 2009) del seu llibre Fonaments de Composició. Conceptes bàsics per a alumnes de composició amb Rivera Editors o la impartició de cursos i xerrades relacionades amb les assignatures d'Harmonia i Anàlisi.
D'altra banda, en Manuel participa en altres projectes musicals de diferent estil. Del 1992 al 1999, Manuel va ser, juntament amb Víctor Arques (baixista) i Gaspar (baterista), fundador del grup d'Art-Rock i Rock Progressiu Numen, banda amb la qual va publicar l'àlbum "Samsara", exercint les funcions de teclista i compositor. El 2012, Numen es va reunir després de tretze anys d'inactivitat per llançar el seu segon disc "Numenclature" (2014). Després d'aquest segon disc, hi va haver canvis en la formació de Numen que no van tenir especial repercussió, i que van portar la banda a tornar als escenaris. Fruit d'aquesta nova etapa és el seu tercer àlbum "Cyclothymia" (2019), editat sota el segell xilè Mylodon Records. En l'actualitat, segons informen a la seva mateixa web oficial, estan immersos en la producció d'un quart àlbum titulat "The Outsider", el contingut del qual serà una òpera rock.
Finalment, Manuel Mas ha participat també en projectes audiovisuals com "Numenclature. Viatge en progressiu"(2014), documental de caràcter biogràfic, dirigit per Alejandro Moreno, ia la banda sonora original del curtmetratge del mateix director "La sierva"(2021) .

## Obres[9]
- Les mongetes màgiques (1999, revisada en 2016), suite per a piano
- Rapsòdia d'hivern (2001) per a saxòfon alt i baríton més banda
- Fantasia (2001), per a saxòfon i piano (existeix arregle per a saxòfon i piano, i clarinet i piano (2018))
- Dos llums (2003), per a quartet de saxòfons i piano
- Obertura Acadèmica (2005), per a orquestra
- Obertura Acadèmica (2006), versió per a banda simfònica[10]
- Col·lecció d'animals diversos (2006), suite per a banda simfònica
- Sonata per a una infanta (2008), per a banda simfònica (versió també per a piano sol)
- Fulles de Tardor per a Irene (2015) per a piano.
- Fulles de Tardor per a Irene (2015) per a banda.[11]
- 25 de maig (2016) poema simfònic per a orquestra.
- 25 de maig (2016) poema simfònic versió per a banda simfònica.[12]
- Preludi en Mib (2017) preludi per a piano.[13]
- Preludi en Sol (2017) preludi per a piano.
- Pavana per a saxòfon alt i piano (2018) (existeix arregle per a clarinet i piano)
- Triptic from the Tate (2018) for saxòfon alt i electroacústica

### D'estil fester
- Horda (2001), marxa cristiana, també coneguda amb el lema Lluitador[14]
- Carmen Pilar (2002), pasdoble d'estil simfònic
- Vanesa Dobón (2004), pasdoble d'estil simfònic
- Baraka (2015), marxa mora

## Àlbums
- Samsara (1998)
- Numenclature (2014)
- Cyclothymia (2019)[15]

## EPs
- The outsider (2023)

## Filmografia
- Numenclature. Un viatge en progressiu (2014)
- Videoclip de The camel's back (2014)
- La sierva (2021)

## Publicacions
- Manuel Mas Devesa. Fundamentos de Composición, conceptos básicos para alumnos de composición. València: Rivera Editores, 2007. ISBN 978-84-96882-16-4
- Manuel Mas Devesa. Didáctica de la Armonía: una propuesta de enseñanza basada en el aprendizaje significativo Alicante: EESS, 2015. ISBN 978-84-606-8988-1
- Manuel Mas Devesa. Valoración del diseño y la aplicación de un blog educativo en la enseñanza de Composición. Alicante: EESS, 2015. ISBN 978-84-606-8990-4
- Manuel Mas Devesa. Sonata para una Infanta. Alicante, 2009. ISMN 979-0-69200-577-3
- Manuel Mas Devesa. Obertura Académica. Alicante, 2009. ISMN 979-0-69200-578-0
- Manuel Mas Devesa. ''Enseñanza de la armonía: precedentes y tratadística.'' Revista QUODLIBET (nº 66). Alcalá de Henares, 2018. ISSN 1134-8615